# Aeropuerto de São José dos Campos
El Aeropuerto de São José dos Campos está ubicado en la ciudad de São José dos Campos, en el estado de São Paulo, actualmente esta habilitado por el Comando de la Aeronáutica para recibir algunos vuelos cargueros internacionales desde marzo de 2000. La infraestructura del aeropuerto está dividida para usos privados de la compañía Embraer, para el Departamento de Ciencia y Tecnología Aeroespacial (DCTA) y para un aeroclub local.

## Características
Nombre: Aeropuerto Prof. Urbano Ernesto Stumpf
Coordenadas: 23° 13' 45" Sur / 45° 51' 41" Oeste

Área:  1.740.110,20 m²

Distancia del Centro: 12 km

Av. Brig. Faria Lima, s/n

Parque Martim Cererê

PABX:(12) 3946-3003/3004

FAX: (12) 3946-3007

AIS: (12) 3947-3399

## Ayudas operacionales
Ayuda a los procedimientos de aterrizaje y de navegación aérea: 

ALS, ILS, VASIS, VOR, DME, NDB, y BCN

Operaciones visuales y por instrumentos tanto diurnas como nocturnas, controladas por el Sistema de Control de Tráfico Aéreo:

APP, TWR, GND.

Sala de Tráfico Aéreo (AIS), para un completo planeamiento de vuelo:

METAR, NOTAM, etc.

## Instalaciones
- Terminal de Pasajeros
  - Capacidad/Año:  90.000
  - Área (m²):  864
- Estacionamiento
  - Capacidad:  49 plazas
- Estacionamiento de Aeronaves
  - Nº de Posiciones: 13 posiciones
- Plataforma
  - Área:  2.500 m²
- Pista
  - Dimensiones (m):  2.676 x 45

## Destinos
Actualmente el aeropuerto no cuenta con vuelos comerciales regulares, las compañías LATAM Brasil, Azul Líneas Aéreas, Avianca Brasil y Gol Linhas Aéreas operaron anteriormente en la terminal, pero debido a la baja ocupación de sus vuelos y a la cercanía con el Aeropuerto Internacional de São Paulo-Guarulhos decidieron cancelarlos, sin embargo la pista continúa siendo una alternativa de emergencia en caso de cierres de los otros aeropuertos de la región.